# دانیل مونستار
دانیئِل «دَن» مون‌اِستار (به انگلیسی: Danielle Moonstar) با اسم رمز سایکی و بعدها میراژ، یک شخصیت خیالی ابرقهرمان از قبیلهٔ شاین در کتاب‌های کامیک منتشر شده توسط مارول کامیکس است، که اغلب با گروه مردان ایکس مرتبط است. شخصیت دانیل مونستار توسط نویسنده کریس کلیرمونت و طراح باب مک‌لئود خلق شده‌است؛ که برای نخستین بار در شمارهٔ ۱ از مجموعه رمان گرافیکی مارول (۱۹۸۲) حضور پیدا کرد.
مون‌استار عضو یکی از زیرشاخه‌های بشریت با نام جهش‌یافته‌ها به‌شمار می‌رود که با توانایی دورکاری ذهن، ایجاد وهم و همدلی به دنیا آمده‌است. او یک سرخ‌پوست و از اعضای اصلی گروه ابرقهرمان جهش‌یافته‌های جدید بود و همچنین یکی از معدود جهش‌یافته‌هایی محسوب می‌شود که قدرت خود را پس از رویداد «M-Day» در جهان مارول از دست داد.
بلو هانت در فیلم جهش‌یافته‌های جدید (۲۰۲۰) به کارگردانی جاش بون وظیفه بازی در این نقش را بر عهده داشت.